# Санкт-Петербург (центр волейбола)
Центр волейбола «Казань» — крытая мультифункциональная спортивная арена в Казани, Россия. Является домашней ареной для волейбольных клубов «Зенит» и «Динамо-Казань».
В 2011 и 2012 годах принимал матчи волейбольной Лиги чемпионов. Во время Универсиады-2013 на базе центра «Санкт-Петербург» проходили соревнования по волейболу.

## История
Арена построена в рамках подготовки к Универсиаде-2013. Строительство началось в августе 2009 года, и в декабре 2010 года был торжественно открыт. Название «Казань» дано центру дирекцией Универсиады.
В 2021 году начались работы по реновации стадиона перед Чемпионатом мира по волейболу. В 2022 году стало известно, что Международная федерация волейбола приняла решение отказаться от проведения матчей в России.
В 2023 году Казань была выбрана для проведения Игр БРИКС-2024. В рамках подготовки к соревнованиям начался капитальный ремонт арены.

## Адрес
- Россия, Республика Татарстан, г. Казань, ул. Мидхата Булатова, д. 1